# André Mahé
André Mahé (Parigi, 18 novembre 1919 – Choisy-au-Bac, 19 ottobre 2010) è stato un ciclista su strada francese.
Professionista dal 1945 al 1955, vinse Parigi-Roubaix e Parigi-Tours.

## Carriera
Ciclista di buon livello, è passato alla storia di questo sport soprattutto per essere stato il coautore di una delle pagine più singolari del ciclismo, verificatasi in una corsa già di per sé particolarissima, la Parigi-Roubaix del 1949.
Quell'anno era nella fuga decisiva insieme a Jacques Moujica e Frans Leenen, ma a poca distanza dal velodromo di Roubaix, dove aveva termine la gara, vennero indirizzati nella direzione sbagliata da un giudice di percorso. I tre riuscirono a entrare nel velodromo da una porta secondaria. Mahé batté Leenen in volata e cominciò a festeggiare la vittoria, mentre Moujica arrivò leggermente attardato a causa di una caduta. Di lì a poco sopraggiunse Georges Martin, altro componente della fuga staccatosi in precedenza, seguito dal gruppo dei battuti, con Serse Coppi, fratello del celeberrimo Fausto Coppi, che conquistò il quinto posto. Saputo cosa avevano fatto i fuggitivi, i fratelli Coppi protestarono e ne chiesero la squalifica per essere entrati nel velodromo da un punto fuori dal percorso stabilito (cosa vietata dai regolamenti dell'UCI) e l'assegnazione della vittoria a Serse, che venne riconosciuto vincitore. Mesi dopo l'organizzazione della corsa decise comunque di assegnare a Mahé, Leenen e Moujica dei premi speciali equivalenti a quelli per i primi tre classificati.
Oltre questo episodio Mahé fu vincitore della Parigi-Tours del 1950 e ottenne un ulteriore terzo posto nella Roubaix del 1952 vinta da Rik Van Steenbergen davanti a Fausto Coppi, inoltre fu terzo al Grand Prix des Nations del 1946. Vinse anche diversi circuiti, criterium e corse francesi di valore.
È scomparso nel 2010 all'età di 90 anni.

## Palmarès
- 1946

Tour du Finistère
- 1947

1ª tappa Tour de l'Ouest
- 1948

Maine-Normandie-Anjou
Gran Prix de l'Equipe (con Charles Dupuy e Louison Bobet)
- 1949

Parigi-Roubaix (ex aequo con Serse Coppi)
Grand Prix de l'Equipe
- 1950

Parigi-Tours
- 1951

Grand Prix de "L'Echo d'Alger"
- 1952

Circuit des Deux-Ponts - Montluçon
- 1953

3ª tappa Boucles de la Gartempe

### Altri successi
- 1946

Criterium di Bannalec
- 1953

Criterium du Montsauche
- 1954

Criterium du Montsauche
Circuit de Hennebont

## Piazzamenti

### Grandi giri
- Tour de France

1947: ritirato
1949: 49º
1950: ritirato
1951: ritirato

### Classiche
- Parigi-Roubaix

1948: 9º
1949: vincitore
1951: 41º
1952: 3º
1954: 81º
- Giro delle Fiandre

1953: 27º
- Liegi-Bastogne-Liegi

1952: 25º